# Řád 9. září 1944
Řád 9. září 1944 (bulharsky: Орден 9 септември 1944) byl záslužný řád Bulharské lidové republiky založený roku 1945. Udílen byl ve třech třídách občanům Bulharska i cizím státním příslušníkům za účast v armádním puči, ke kterému došlo 9. září 1944 a za služby spojené s formováním lidové republiky.

## Historie a pravidla udílení
Řád byl založen usnesením prezidia Národního shromáždění dne 9. září 1945. Zpočátku byl udílen prezidiem Národního shromáždění a od roku 1971 Státní radou Bulharské lidové republiky. Udílen byl za účast v ozbrojeném povstáním armády, ke kterému došlo dne 9. září 1944 a za služby spojené s budováním lidové republiky. Dále byl udílen civilistům za služby vládě a v době války také důstojníkům a vůdcům Bulharské lidové armády za odvahu a velení. Autorem návrhu vzhledu insignií byl bulharský umělec B. Angelušev.
Prvním vyznamenaným byl bulharský komunistický politik Georgi Dimitrov, který obdržel řád I. třídy s meči.
Řád byl po pádu komunistického režimu dne 5. dubna 1991 zrušen. Do té doby byl udělen v 71 007 případech.

## Třídy
Řád byl udílen ve třech řádných třídách, v civilní a vojenské divizi.
- I. třída – Zpočátku se řádový odznak nosil na stuze kolem krku, později byla praxe sjednocena na nošení na stuze ve tvaru pětiúhelníku nalevo na hrudi.[5]
- II. třída – Zpočátku se odznak nosil bez stuhy nalevo na hrudi podle sovětského vzoru. Později byla přidána stuha ve tvaru pětiúhelníku.[5]
- III. třída – Zpočátku se odznak nosil bez stuhy nalevo na hrudi podle sovětského vzoru. Později byla přidána stuha ve tvaru pětiúhelníku.[5]

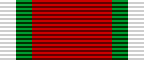
I. třída
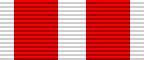
II. třída
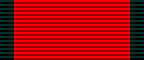
III. třída

## Insignie
Řádový odznak měl tvar bíle smaltované pěticípé hvězdy se zlaceným lemováním. Uprostřed byl kulatý medailon s vyobrazením bulharského lidového hrdiny Vasila Levského. Medailon obklopoval zeleně smaltovaný věnec. Nápis 9 септ. 1944 (9. září 1944) byl v případě I. třídy uveden zlatým písmem na červeně smaltovaném pozadí na zadní straně medaile v kulatém medailonu. Tento medailon byl obklopen zeleně smaltovaným věncem. V případě II. a III. třídy bylo datum vepsáno zlatým písmem do věnce obklopujícího medailon na přední straně medaile. V případě III. třídy se lišila i barva hvězdy, která byla červeně smaltovaná. Pokud byla udělena vojenská verze byly pod hvězdu přidány dva zlaté zkřížené meče.

Zpočátku se odznak I. třídy nosil na stuze kolem krku, později stuha u všech tříd pokrývala kovou destičku ve tvaru pětiúhelníku, která byl k odznaku připojena jednoduchým kroužkem. Barva stuhy se v jednotlivých třídách lišila. V případě I. třídy byla vínově červená s bílým a zeleným pruhem na obou okrajích. U II. třídy byla stuha červená s širším středovým bílým pruhem a úzkými bílými pruhy lemujícími okraj. V případě třetí třídy byla stuha červená s úzkými černými pruhy lemujícími okraj.

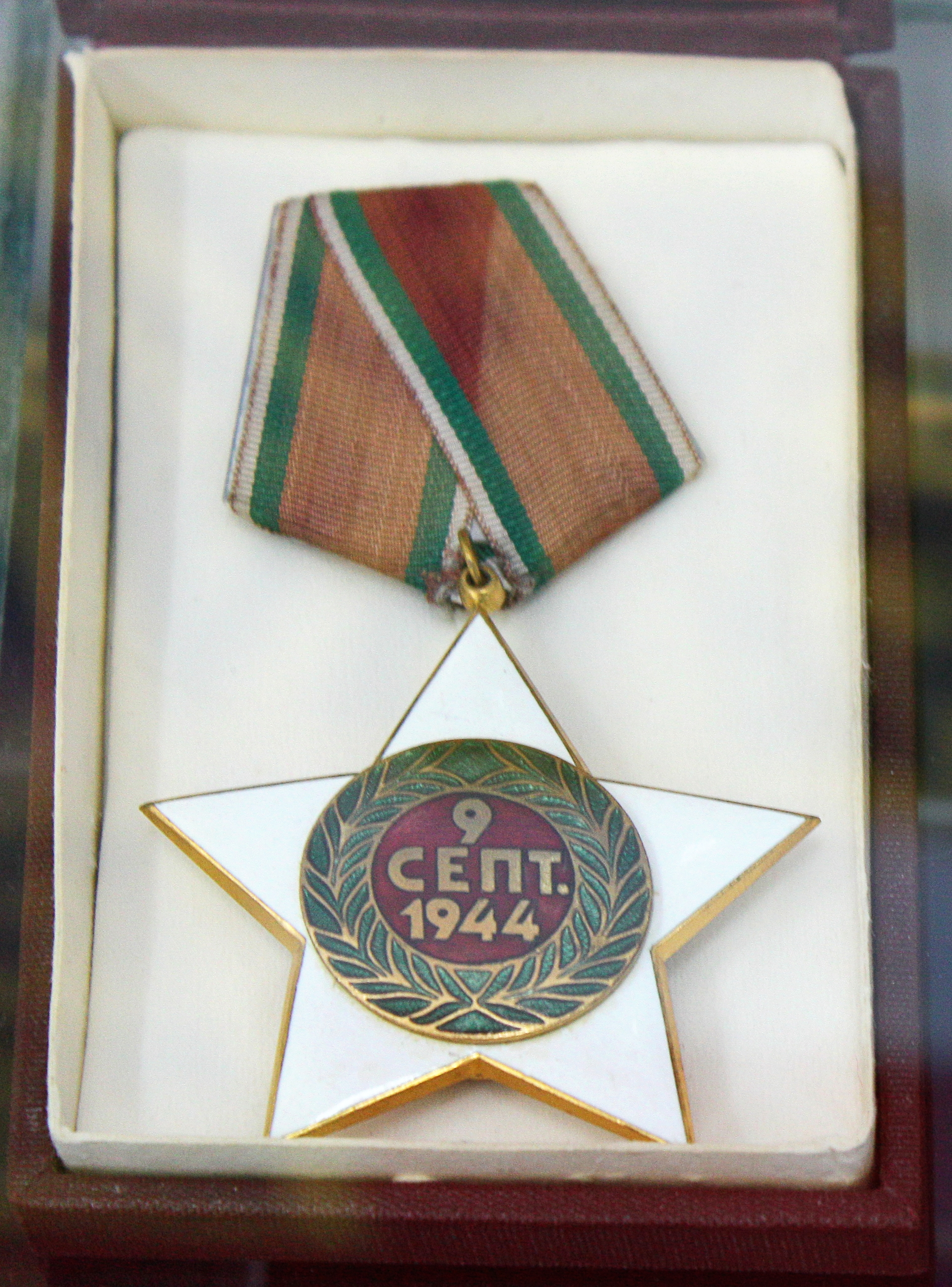
Řád I. třídy, zadní strana
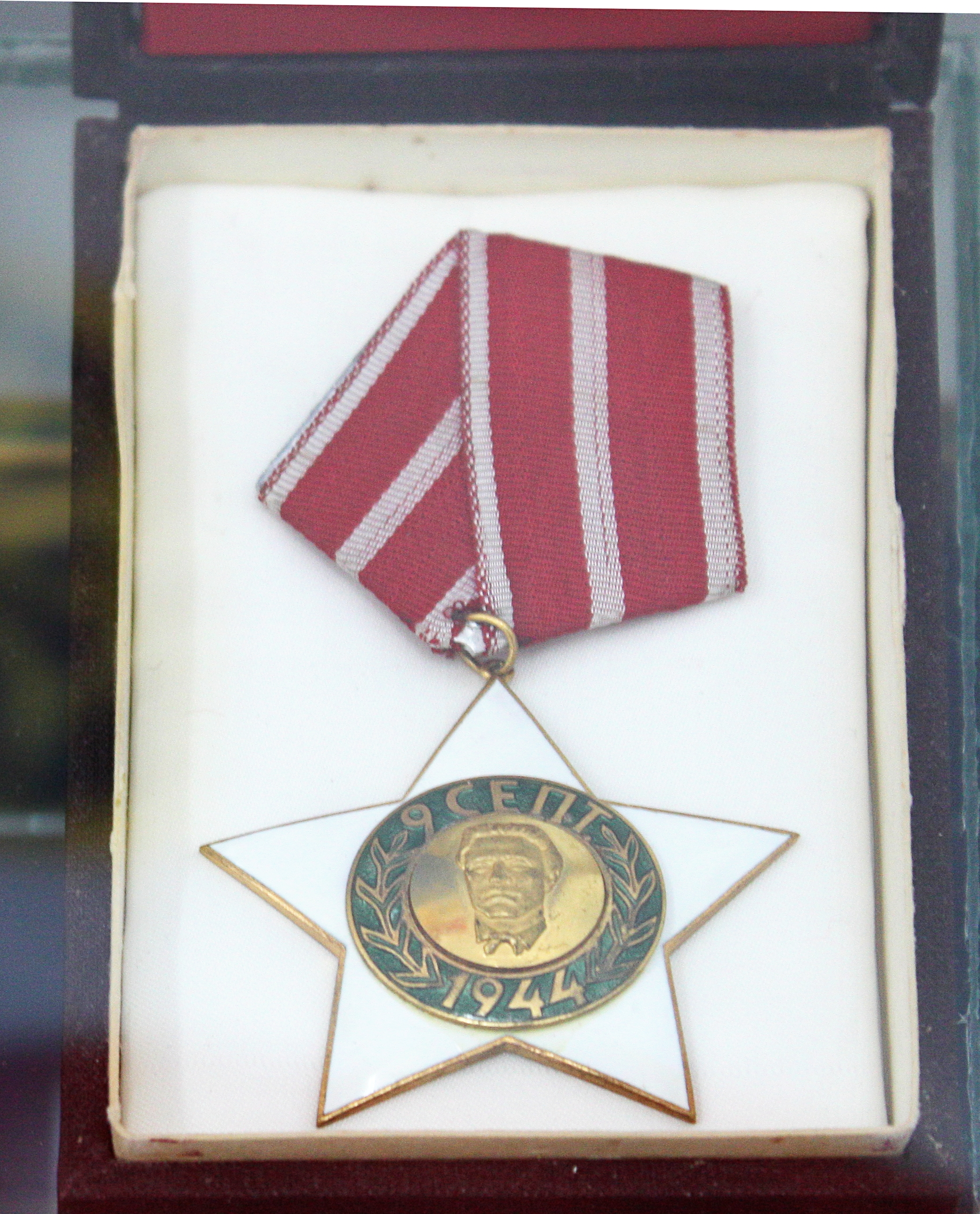
Řád II. třídy